# Phillip Ervin
Phillip Ervin (né le 15 juillet 1992 à Mobile, Alabama, États-Unis) est un joueur de champ extérieur de la Ligue majeure de baseball.

## Carrière
Joueur des Bulldogs de l'université Samford, Phillip Ervin est le 27e athlète sélectionné au total repêchage 2013 des joueurs amateurs et est un choix de première ronde des Reds de Cincinnati. Il perçoit une prime de 1,8 million de dollars à la signature de son premier contrat professionnel.
Il fait ses débuts dans le baseball majeur avec Cincinnati le 22 avril 2017.